# Василиха
Васи́лиха — село в Україні, в Ставищенській селищній громаді Білоцерківського району Київської області. Розташоване за 18 км на північний захід від смт Ставище. Населення становить 619 осіб.

## Історія

### Походження назви
Назва села за переказами походить від подружжя Василя і Василини. По смерті чоловіка, Василина жила на слободі. Через її садибу ходили люди  з с.Торчиці, а  місцеві жителі — на базар в с.Іванівку. А перед тим, як  вирушити в дорогу, збирались і радились, кудою краще йти. І більшість сходилась на тому, що кращого шляху, як через садибу Василини, немає.
Інша версія, менш поширена, говорить про те, що дружину Василя , люди між собою прозвали Василиха, як похідне від імені чоловіка.
З початку заснування село назви не міняло. 

### Перші згадки та поселення
На сьогоднішній день дата заснування села достеменно невідома.
За речовими знахідками можна говорити про поселення людей на території Василихи ще у період неоліту (був знайдений кам’яний молот, що був добре обшліфований із просвердленою діркою для держака, знаходиться в місцевому музеї).
Перші писемні згадки про село відносять нас до XVIII ст. Село Василиха в минулому одне з невеликих сіл. Історик Б.С.Літевський в журналі «По суше и по морю», виданому в типографії Б.Шварца вказує: «Василиха» — владельческая. Основание села относится к периоду 1786 года. К этому времени здесь было 14 дымарей».
Найбільш ранню писемну згадку про Василиху подано в книзі «Сказание о населенных местностях Киевской губернии» Л. Похилевич. Киев 1864 г. стр. 446 :
```
«В 1741 году в приходе Торчицкой церкви числилось 70 дворов в Торчице, 10 в с.Василиха и 6 в Скибинцах на Таргане. Село Василиха в 5 верстах от села Торчицы при ручье впадающем в речку Торчица, жителей обоего пола 734. Земли 1717 десятин. 
В прошлом веке село принадлежало к имениям князей Вишневецких. В начале текущего века к вотчинам Войцеха Валевского, дочь коего Жозефина замужем за Иваном Гижицким получила в приданое Василиху и Сухой Яр (латинского исповедания). Живет с мужем в местечке Молочках Житомирского уезда, где имеет 1200 ревизионных душ мужского пола, а также в Винницком уезде более 600 ревизионных душ. Сын Казимир родился 1840 года.
Церковь во имя Архидиакона Стефана деревяная, 7 – классна. Земли имеет 56 десятин. Построена 1749 года по разрешеию данному из Радомишлянской Кансистории».
 До 1917 року відносилось до 
Київської губернії
, 
Таращанського повіту
 
Кривецької волості
. 
В « Путеводителе Киевского статистического управления», виданому в 1900 році вказано: «К 1 января 1900 г. в поселении «Василиха» было дворов 240, жителей обоего пола 1374 человек из них женщин 653, мужчин 721. Главное занятие жителей — хлебопашество, кроме того, крестьяне отправляются на заработки в Херсонскую губернию. 
Село в 5-и верстах от Торчицы, при ручье, впадающем в речку Торчица. Расстояние от уездного города до села 37 верст, от ближайшей железной станции — 49 верст, телеграфной и почтовой (земской) станций — 13 верст. Железнодорожная станция носит название «Белая Церковь». Телеграфная и почтовая (земская) находятся в поселении «Ставище».
В селе числится земли 2119 десятин. Из них принадлежит помещику 1024 десятин, церкви—59 и крестьянам — 1036 десятин. Село принадлежит Александре Шашкевич и сдано в аренду Степану Краснопольскому. 
В селе имеется одна православная церковь, деревянная, церковноприходская школа, одна ветряная и одна водяная мельницы, две кузницы,  две повивальных бабки (Кристина и Марфа). Пожарный обоз состоит из одной бочки, двух багров, одной лестницы, содержание которого обществу обходится в год до 3-х рублей (стр. 1886). Продовольственный капитал кь 1 января 1900 года достиг суммы 3022 руб. »
На початку ХХ ст. в селі було багато багатодітних (8-14 дітей) родин. Десь 1903-1906 р. група селян з 6-7 душ ходили до пана у Відень (Австрія) щоб виділив землі бо не було де в селі будуватися.
```

У с. Василиха досліджуваного періоду функціонувала одна церковно-парафіяльна школа. Вона з’явилася в селі в 1860 р. завдяки старанням настоятеля місцевої Свято-Стефанівської церкви священика о. Василія Семеновича Бегановського. Фундатор приходської освіти села Василихи був досить досвідченим священиком — він служив у даному селі понад три десятиліття. Заснована ним школа перший час розташовувалася в домах «священно- и церковно служителей».
Отець Василій недовго керував церковно-парафіяльною школою — в 1863 р. до неї було призначено нового наставника — священика о. Василія Федоровича Колтоновського. І він був її наставником довгих 42 роки — до революційного 1905 р. (Це один з найбільших термінів на території нинішньої Ставищенщини). За його керівництва школа продовжувала розвиватися, проте до великих шкіл не належала.
Втім, вже станом на 1870 р. школа вже не знаходилася в оселі священика та дяка, а перебувала в окремому будинку, збудованому місцевими селянами для навчання своїх дітей.
На початку 20 ст. більшість селян потрапили в кабалу до пана Краснопольського (стали боржниками). Пан знущався з селян, обдурював їх. Не витримавши знущань, селяни повстали проти пана в серпні 1910 року. Керував заворушенням Данило Федорей. Селяни спалили два панські млини, хліб у полі (копи). Під впливом агітації революційно настроєних селян (Данила Федорея, Данила Матвієнка, Василя Матвієнка) інші селяни не йшли на роботу. В цьому заворушенні брали участь Арсен Олексійович Четверик та Митрофан Андрійович Винарський. Поміщик викликав поліцію, яка жорстоко розправилась з повстанцями. Син Митрофана Андрійовича Винарського, Сергій Митрофанович, продовжив справу батька. В лютому 1917 року він уже був членом РСДРП(б). 
У селі Василисі Кривецької волості стояв старенький будинок — церковно-приходська школа. Поблизу церкви попівські хати, біля яких  були гарні садки. Школа з чотирьохрічним навчанням. В школі проводив навчання дяк або  присланий вчитель з духовної семінарії. А по божому закону проводив тлумачення священник. Крім церкви в той час для школярів не було ніяких розваг.
Кожної суботи увечері вчитель шеренгою по два учні водив школярів до церкви, де потрібно було простояти на колінах доти, поки священник не дасть розпорядження на вихід.
Після закінчення сільської церковно-приходської школи селянським дітям, а особливо дівчатам дуже важко було одержати вищу освіту. В той час вчитися могли лише діти панів, попів та дяків.
До 1917 року землі села Василиха мали трьох власників: пана, селян, церкву. За два роки до Першої світової, місцеві чоловіки спалили панські господарські будівлі і ферми. Через ці події дехто з мешканців опинився в США. 
В грудні 1917 р. була встановлена радянська влада. Будинок поміщика Краснопольського був очищений і переданий під школу, а будинок священника — під просвіту (так в той час називалися клуби).
Під час Української революції мешканці села Пустовіт Пилип Андрійович та Винарський Сергій Митрофанович були червоними партизанами на боці російських радянських окупантів, брали активну участь у боях з німцями та армією УНР, а також загонів Махна, Зеленого.
В грудні 1917 року, були створені невеликі колективи, більшість яких складали одноосібники(?). Після 1918 року, як і раніше, кожна сім’я виживала за рахунок землі та домашнього господарства.
У 1918 році село було звільнене від червоних військами кайзерівської Німеччини. Коли було вигнано німців, розгромлено українські загони, село зажило по "новому". Активно працювали клуб (бібліотека на громадських засадах).
Під час революційних подій багато жителів села на жаль були червоними партизанами, брали активну участь у бойових діях проти німців і різних українських загонів.
Дещо із записів жителя села Назарчука Корнія Івановича 1899 р.н. Він писав: «Хочеться дещо записати, щоб лишилося для тих, хто цим буде цікавитись. Десь у 1850 роках у Василисі було 734 душі. До революції 1917 року в селі числилось 2200 десятин всієї землі. Крім того селяни прикупили у пана села Лихачиха 80 десятин через Сільбанк по 200 крб. за десятину на 40 років в розстрочку. Це було десь в 1906 році. Крім того, ще купили в пана села Ожегівка 50 десятин, але вона після революції відійшла до с. Ожегівка. Під час революції при розподілі панської землі у Василисі було 2000 душ і тому наділяли по 1 десятині на душу, враховуючи і свою власну хто вже скільки мав».
За радянські часи населення становило 830 осіб. У селі діяв колгосп ім. Чапаева, якому належить 2037 га землі, у т. ч. 1858 га орної. Виробничий напрям — вирощування зернових культур і цукрових буряків. Розвинуте м’ясо-молочне тваринництво. Тракторист І. М. Матвієнко нагороджений орденом Жовтневої Революції.
У Василисі працювали восьмирічна школа, бібліотека, будинок культури.

## Населення

### Мова
Розподіл населення за рідною мовою за даними перепису 2001 року:
| Мова       | Кількість | Відсоток |
| ---------- | --------- | -------- |
| українська | 596       | 96.28%   |
| російська  | 23        | 3.72%    |
| Усього     | 619       | 100%     |

## Природа
Від господарів, які мали землі, пішли й назви: Савчукове поле, Попів ланок, Забара, Бойкові гори, Чорна гора, Лейбове поле, Лихачиські десятини. Панська земля була обкопана глибоким ровом, тепер ці землі називаються степом. У другій половині 19 ст. в степу ще росли віковічні ліси. 
Ставки: 
Громадський став. Робили його  громадою, тому в ньому дозволяли селянам ловити рибу, мочити коноплі, прати білизну, купатися. 
Бродовий став був панським. Мали на нього право тільки пан та його рідня. 
Загородній став був з городами. 
Німецький став. Бо там  свого часу жив німець, який зробив став, збудував водяного млина. 
Безодній ставок розташований на місці, де сходяться два яри, колись тут утворилось велике джерело, в якому гинула худоба якщо забредала в нього. За легендами в цьому ставку пан втопив свого воза, аби перекрити джерело, яке дуже сильно бито та підтоплювало село.
Маточний ставок - невеликий став, де розводили рибу.

## Археологічні знахідки
На сільських полях знаходяться 5 курганів-могил, 4 з яких розоряються.
По шляху на Володарку є Царева могила — пагорб (курган). Датується III тис. до н. е. — I тис. н. е.  Він був розкопаний у 1845 р, де були знайдені залишки спалення.
Збереглася легенда, що в сиву давнину шляхом їхав цар із свитою. Відпочивши, на кургані закопали Євангеліє, срібну чашу, культові предмети.
Місцеві жителі знаходять на території села цікаві історичні знахідки: старовинні монети, кам'яний молот, кам'яні ядра, роги оленя, польські печатки з міді, ручні жорна, кресала, останки зброї і  боєприпасів 1917-1920 рр, 1941-1944 рр та інше.
В 1958 році, в піщаному кар’єрі тракторист викопав глиняного глечика із старовинними монетами, стародавніми цінностями. Частина скарбу зберігається в краєзнавчому музеї м. Біла Церква.

## Пам'ятки
- Меморіальний комплекс: пам'ятник воїнам-односельцям, які загинули на фронтах війни знаходиться на кладовищі.

- Пам'ятник воїнам-односельцям, які загинули в роки Великої Вітчизняної війни, що знаходиться в центрі села.

- Могила лейтенанта І. В. Наумова, який загинув у роки Великої Вітчизняної війни біля будинку культури.

- Пам'ятний хрест жертвам Голодомору, що знаходиться на кладовищі.

## Галерея

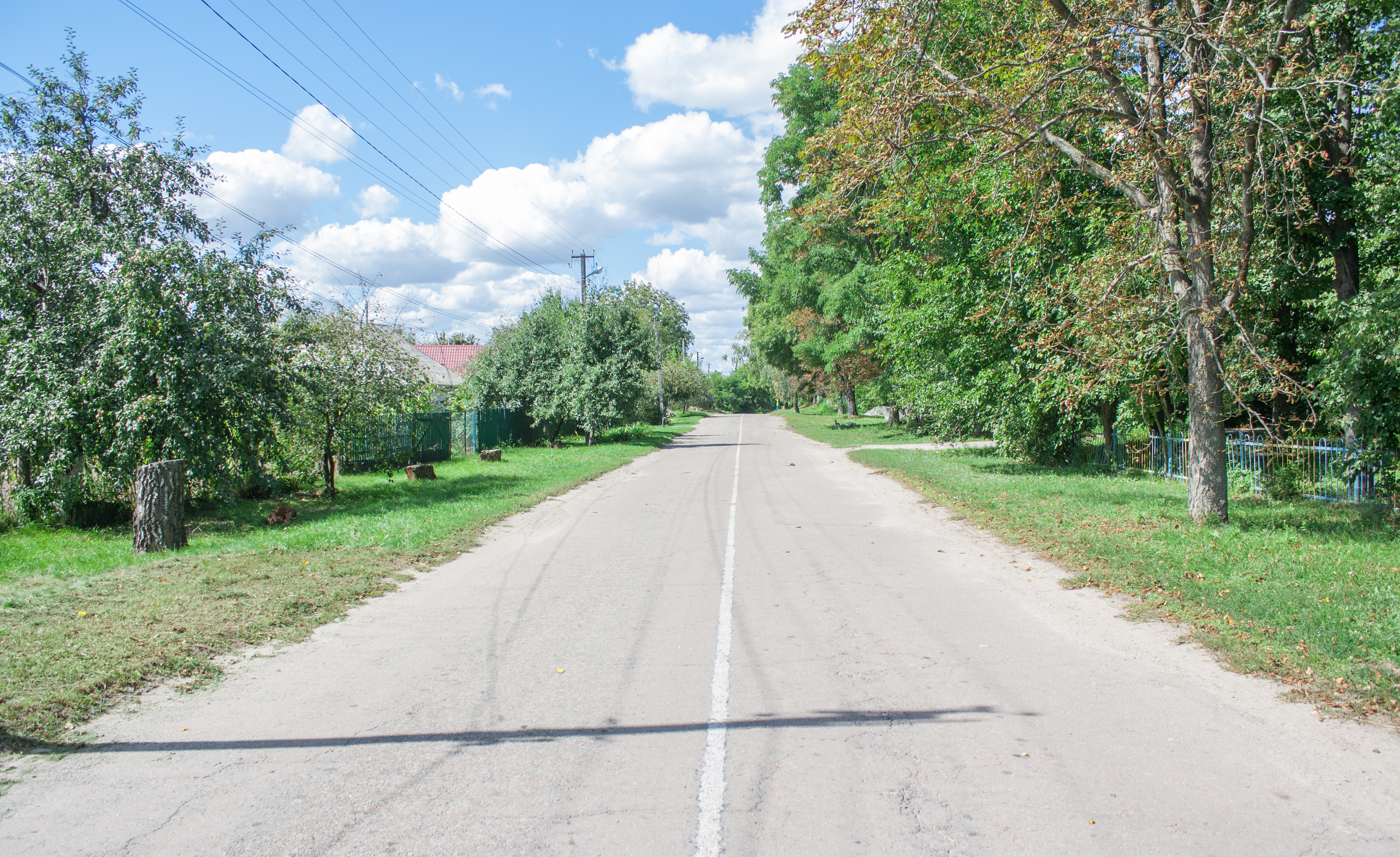
Вулиця Наумова
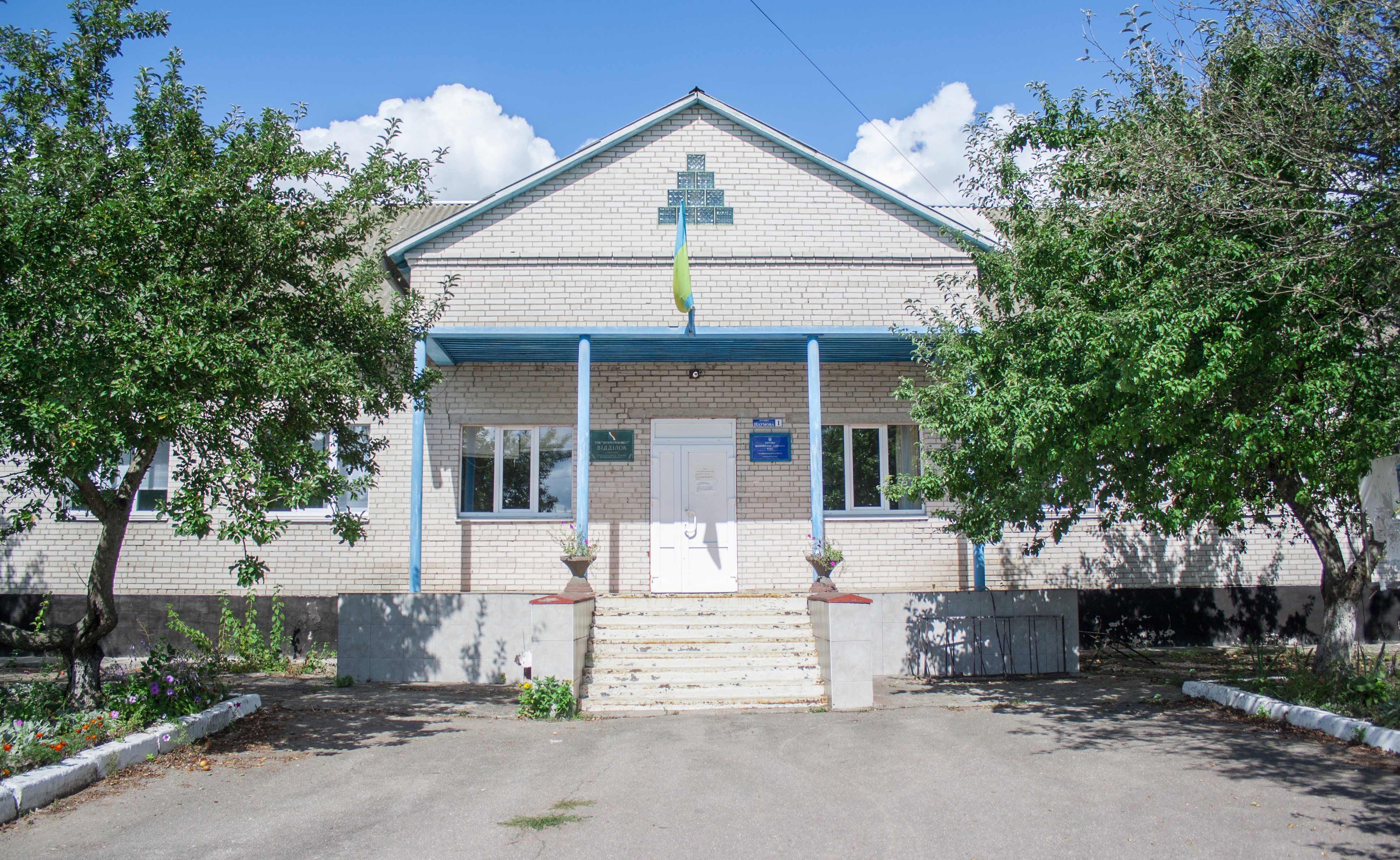
Сільська рада
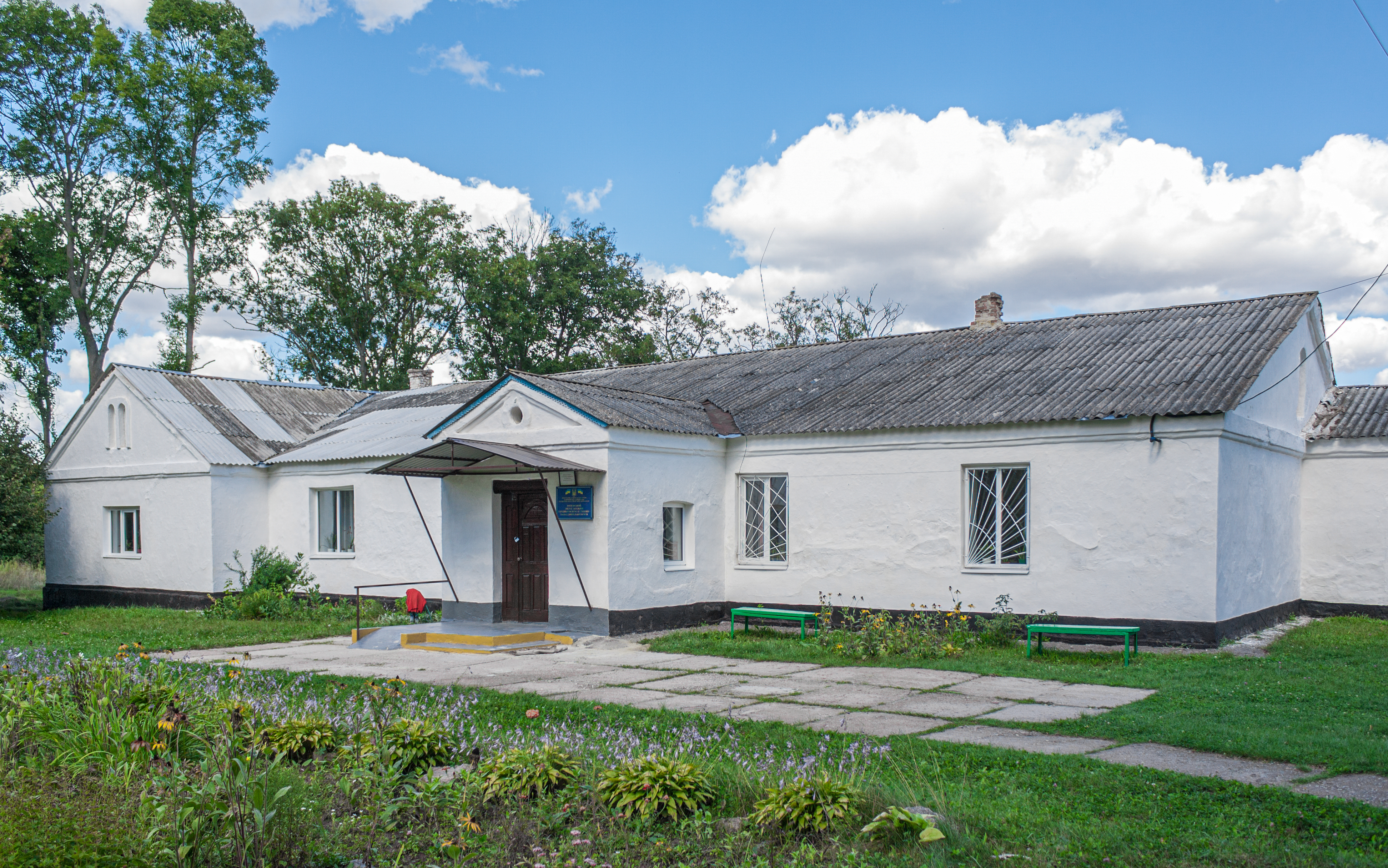
Школа
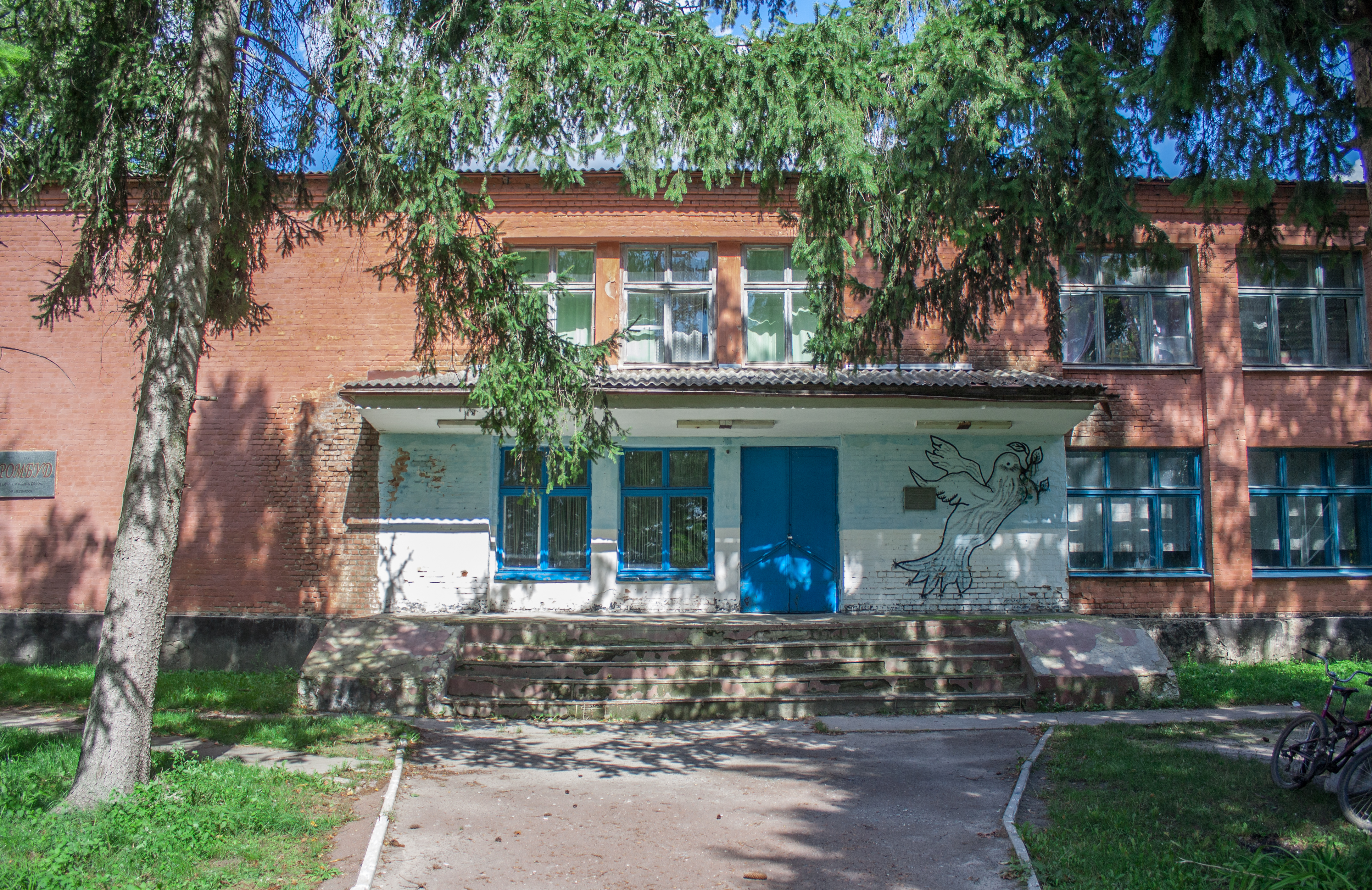
Будинок культури
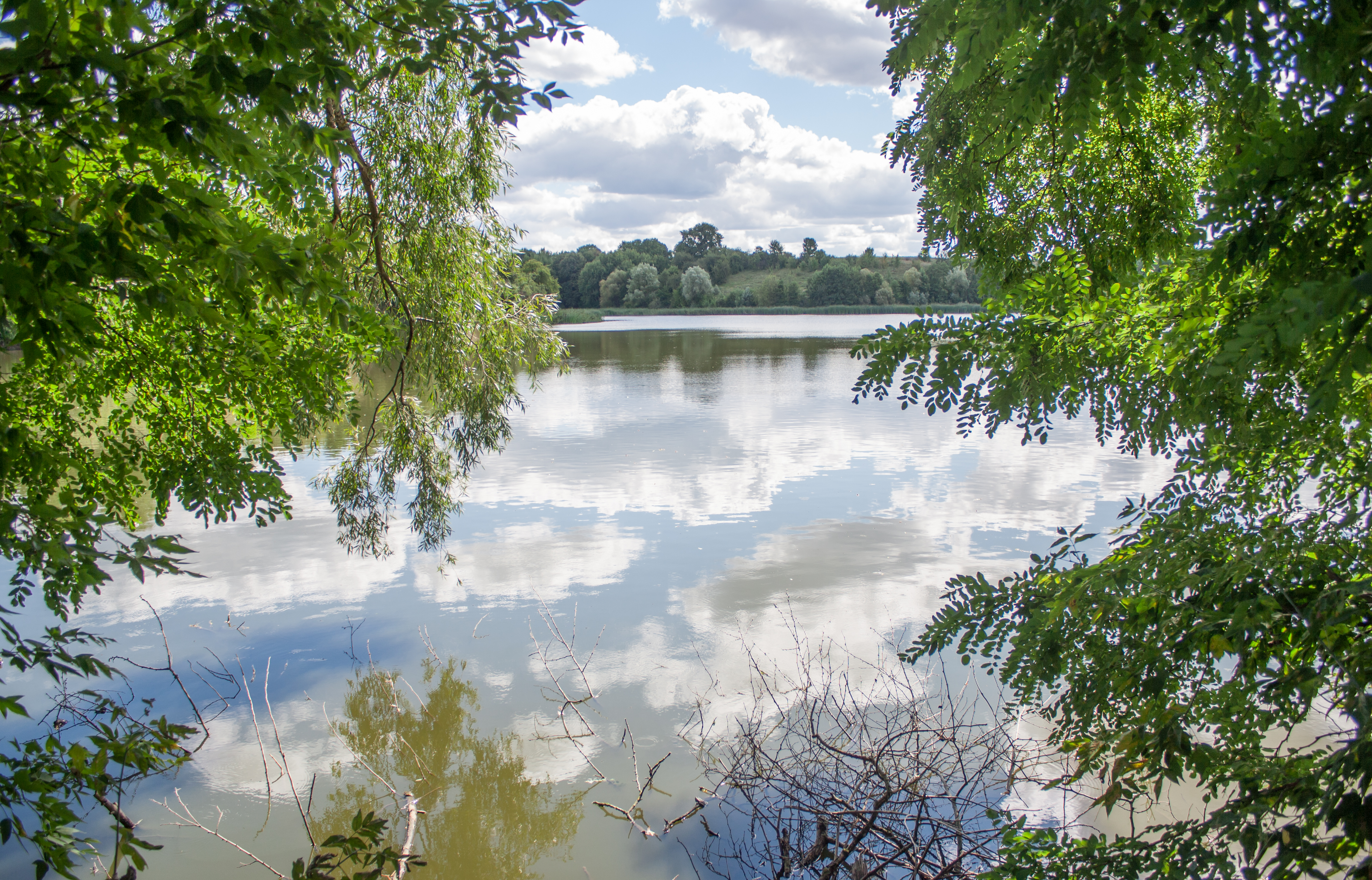
Ставок
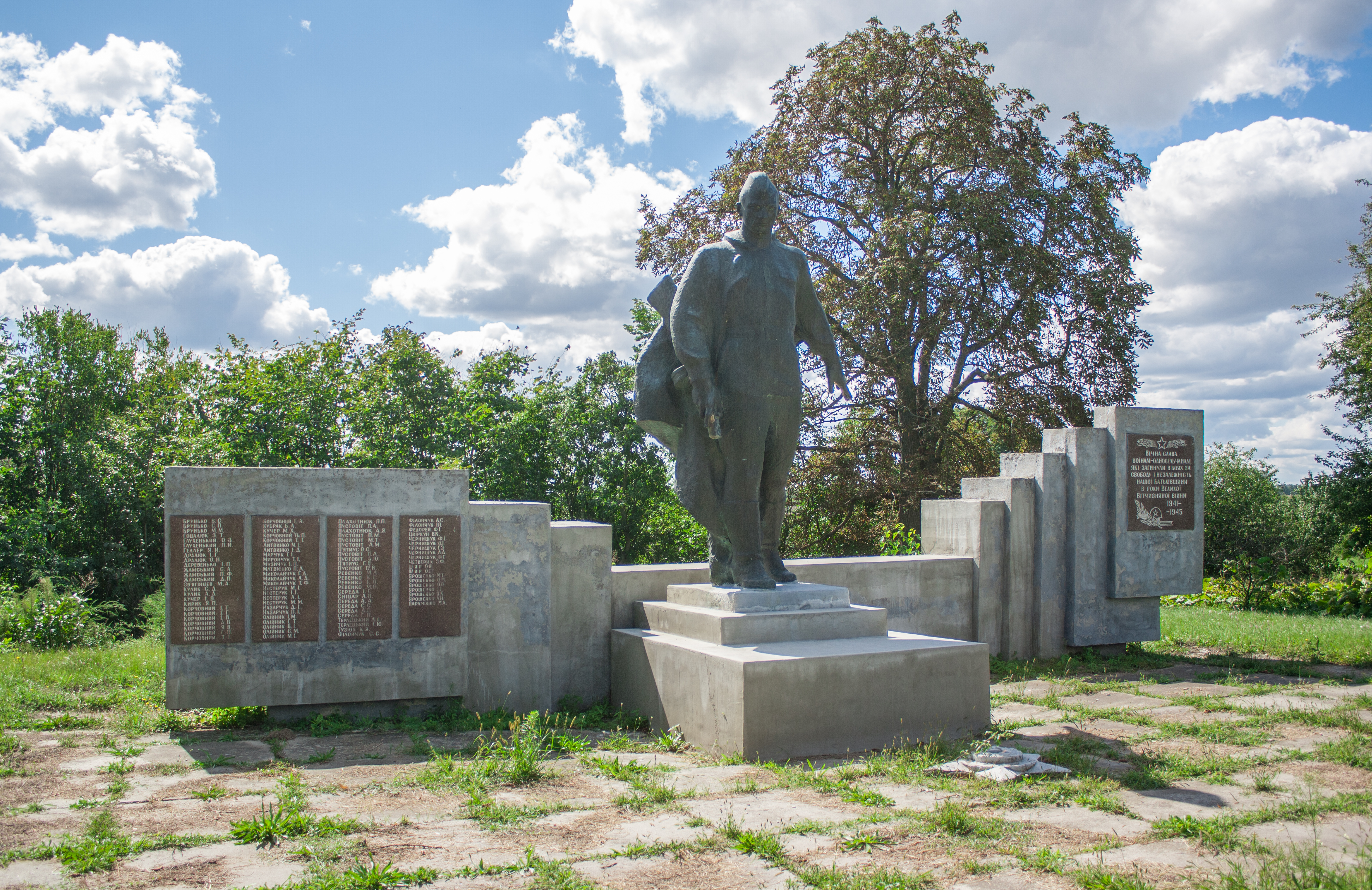
Пам'ятник воїнам-односельцям
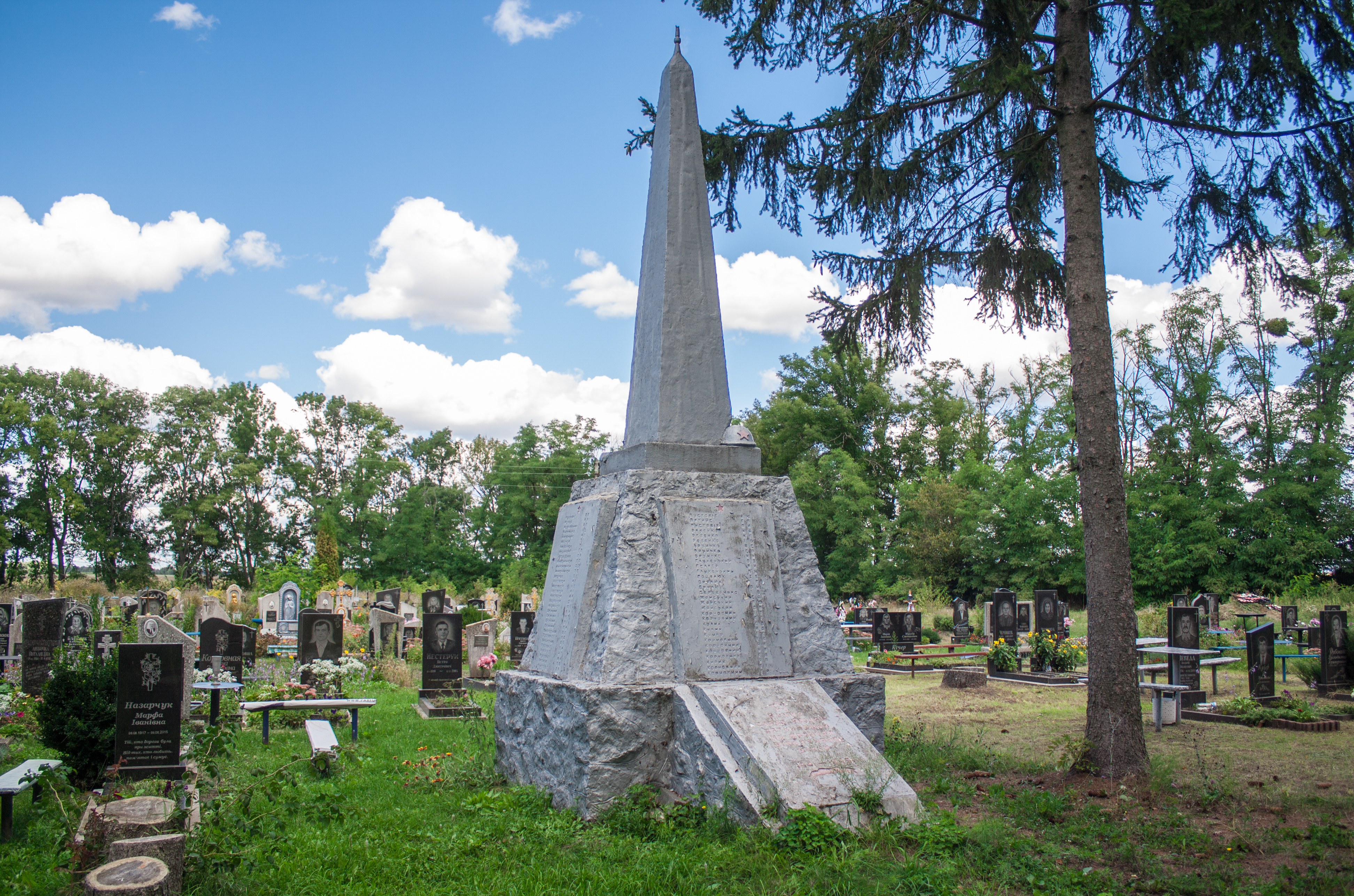
Пам'ятник воїнам-односельцям

## Відомі люди
- Винарський С. М. — організатор невеличкого партизанського загону у травні 1918. Пізніше приєднався до загону таращанських повстанців під керівництвом Федора Гребенка, де згодом був начальником команди зв'язку.